# Adrenalin
Adrenalin ali tudi epinefrin je hormon in živčni prenašalec, ki ga izloča nadledvična žleza (sprošča se iz sredice nadledvične žleze) in posreduje pri pretvorbi glikogena v glukozo. Ta proces se imenuje glikogenoliza in poteka v jetrih in v manjši meri v ledvicah. Posledično viša koncentracijo glukoze v krvi.
Kemijska formula adrenalina je C9H13NO3.
Adrenalin izdelujejo sintetično kot zdravilo od leta 1900. Adrenalin zvišuje hitrost in jakost srčnega utripa in celotno srčno delovanje. 
Širi dihalne poti, ter tako izboljša dihanje in oži krvne žile v koži in prebavilih, ter poveča dotok krvi v mišičje in mu tako omogoča uspešno delovanje.
Adrenalin vbrizgamo včasih z injekcijo kot prvo pomoč pri srčnem zastoju, anafilaktičnem šoku ali akutnem napadu astme.
Med kirurškimi posegi ga včasih vbrizgamo v tkiva za zmanjšanje krvavitve. V kombinaciji z lokalnim anestetikom adrenalin podaljša omrtvelost, saj upočasnjuje pronicanje anestetika v okolišnja tkiva.